# Той, хто отримує ляпаси
«Той, хто отримує ляпаси» (англ. He Who Gets Slapped) — американський німий драматичний трилер режисера Віктора Шестрема 1924 року. Фільм заснований на російській однойменній п'єсі Леоніда Андрєєва (рос. «Тот, кто получает пощёчины»).
Фільм мав важливе значення в кар'єрі Чейні, Ширера, Гілберта та Шестрема. У 2017 році він був обраний для збереження в Національному реєстрі фільмів США Бібліотекою Конгресу як «культурно, історично чи естетично значущий». Фільм увійшов у суспільне надбання 1 січня 2020 р. (разом з усіма американськими фільмами 1924 р.) відповідно до закону США про авторські права.

## Сюжет
Пол Бомонт (Лон Чейні) щасливий одружений вчений на межі великого прориву. Але коли настає його важлива мить, барон Регнард (Марк МакДермотт), якого Пол вважає своїм благодійником, викрадає його працю разом з дружиною Пола (Руд Кінг) (яка стала коханкою барона). Барон Регнард привласнює собі всю заслугу Бомонта перед науковою спільнотою, і коли Пол протестує, його публічно принижують ляпасом. Узявши на себе наслідки сміху, Пол залишає науку і стає цирковим клоуном, відомим лише як «Той, хто отримує ляпаси». Незабаром він стає найважливішим артистом циркового шоу, викликаючи сміх глядачів, дозволяючи друзям-клоунам давати йому ляпаси у відповідь на такі заяви, як «Джентльмени, Земля кругла!» (Gentlemen, the Earth is round!). Але коли Бомонт виявляє, що граф Манчіні (Таллі Маршалл), буквально, продає свою доньку, Консуелу (Норму Ширер), вершницю в цирку, нікому іншому, як барону Регнарду, колишній учений вирішує жахливо помститься.

## У ролях
- Лон Чейні — Пол Бомонт
- Норма Ширер — Консуела
- Джон Гілберт — Безано
- Рут Кінг — Марія Бомонт
- Марк МакДермотт — барон Регнард
- Форд Стерлінг — Трікауд
- Таллі Маршалл — граф Манчіні

## Цікаві факти
- Перший фільм, де Лев реве на логотипі MGM. Розроблений Говардом Діцем, логотип вперше був використаний для фільму студії Goldwyn Pictures Corporation «Полі з цирку» (Polly of the Circus, 1917) і переданий MGM, коли Голдвін об'єднався з двома іншими компаніями, щоб сформувати MGM. Доволі іронічно, бо справжній лев відіграє ключову роль в сюжеті фільму.
- Це була перша картина, яку почали знімати у новоствореному Metro-Goldwyn-Mayer. Однак це був не перший реліз; він проводився до сезону свят, коли відвідуваність «важливих» фільмів вища.
- У відео, опублікованому в Інтернеті в серпні 2017 року, фанат відзначив Белу Лугоші як статиста в цьому фільмі. Пізніше з'явилися відео, опубліковані тим самим шанувальником, які показують, що Лугоші виступав не лише як клоун, але і як професор академічних наук. Це підтверджує те, що давно підозрювали, починаючи з 1950-х років, коли фанат, який став другом містера Лугоші — Річард Шеффілд — розкрив, розглядаючи справи покійного актора: у власній записці Бели, де він перераховує свої екранні роботи, там була фотографія, яку він зберіг із цього фільму. Оскільки на фотографії його не було зображено, довгий час було не зрозумілим, чому він зберігав його у своїх записках та чи взагалі в цьому фільмі з'являвся Бела Лугоші. Через понад 9 десятиліть інший фанат раз і назавжди розгадав цю таємницю. Перше відео має назву «EXCLUSIVE: Bela Lugosi finally spotted in He Who Gets Slapped! (1924) silent film».
- Джордж Девіс, який з'являється у фільмі як клоун, був клоуном у Європейських водевілях. Він знімався в американських, французьких, німецьких, англійських та італійських фільмах. Девіс допомагав Лон Чані з його роллю.
- Луї Б. Маєр та Ірвінг Тальберг, при першому перегляді цієї картини, хотіли звільнити, кінематографіста фільму, Мілтона Мура, оскільки вони вважали фотографічну експозицію занадто низькою і звинувачували Мура в некомпетентності. Віктор Шестрем виступив на захист Мура, заявивши, передаючи слова Мура, що картинка фільму «низька», оскільки це має важливе значення для сюжету історії. Мура тримали в якості оператора.
- У цьому фільмі немає повного списку акторського складу. Лон Чані, Норма Ширер та Джон Гілберт зараховані перші в титрах; лише чотирьом іншим приписують імена персонажів у міжзаголовках безпосередньо перед тим, як вони вперше з'являться у фільмі. IMDb в списку акторів зараховує цих сімох в порядку їх імен, що з'являються на екрані.
- Це був закриваючим фільмом на 16-му фестивалі німих фільмів у Сан-Франциско в липні 2011 року.
- Відібрано для збереження Бібліотекою Конгресу у 2017 році.
- 1000 франків, які граф Манчіні отримує від барона, становили б приблизно 53 долари на той час або приблизно 785 доларів у 2020 році.
- У 1959 році фільм адаптували для Нью-Йоркської опери.
- Історія відбувається у Франції та перекладена з російської мови.
- Втрачено приблизно 10 хвилин фільму.
- Оригінальна п'єса Андрєєва, за якою побудований сценарій фільму, закінчується тим, що Консуела несвідомо приймає отруту з фужера. У фільмі немає отрути, а Консуело не вмирає[3].

## Список використаних джерел
1. ↑  He Who Gets Slapped. en.wikipedia.org (Англ) .
2. ↑  He Who Gets Slapped (1924). www.allmovie.com (Англ) .
3. ↑  He Who Gets Slapped (1924) Trivia. www.imdb.com (Англ) .